# May el-Toukhy
May el-Thouky, née le 17 août 1977 à Charlottenlund, est une réalisatrice dano-égyptienne.
Elle est connue pour avoir réalisé le film Dronningen (2019). Elle a également réalisé le film Long Story Short (2015).

## Biographie
Formation : École nationale de cinéma du Danemark (2005-2009)

## Filmographie partielle

### Au cinéma
- 2015 : Lang historie kort (da) (Long Story Short)
- 2019 : Dronningen (Queen of Hearts)

## Récompenses et distinctions
- Bodil du meilleur scénario 2016 pour Lang historie kort (da)